# Banovići
Banovići (v srbské cyrilici Бановићи) jsou město v Tuzlanském kantonu na severu Bosny a Hercegoviny. Je centrem stejnojmenné općiny. V roce 1991 měly Banovići celkem 8637 obyvatel.
Město se nachází v předhůří pohoří Konjuh, v nadmořské výšce mezi 330-380 metry.
Svůj název mají Banovići podle stećku Božička Banoviće, který se nachází v blízkosti vesnice nedaleko od samotného města. Samotné město je však poměrně nové; vzniklo v roce 1946 v souvislosti s výstavbou železniční trati z města Brčko. První hnědouhelné doly se zde rozvíjely již v meziválečném období.
V bývalé Jugoslávii bylo jedním ze symbolů poválečné výstavby spojené s obnovou státu po konfliktu. Stalo se významným průmyslovým centrem. Vzniklo jako plánované město s pravoúhlými ulicemi a organizovanou výstavbou v podobě bytových domů. V blízkosti města se podstatným způsobem ve stejné době rozšířily hnědouhelné doly. Zatímco roku 1946 žilo v Banovićích jako vesnici jen několik málo lidí, roku 1961 měly již 4611 obyvatel. Následně byla vystavěna i moderní silnice do měst Živnice a Zavidovići.